# ウィリアム・ハヴィリ
ウィリアム・ハヴィリ（William Havili、1998年9月9日 - ）は、スーパーラグビー・パシフィック、モアナ・パシフィカに所属するラグビー選手。

## プロフィール
- ニュージーランド・モトゥエカ出身[1]。
- ポジションはスタンドオフ(SO)。
- 身長 175cm、体重 85kg
- 兄のデービッドもラグビー選手(ニュージーランド代表)。
- トンガ代表キャップ数は14(2025年1月現在）でラグビーワールドカップ2023のトンガ代表に選ばれた[2]。

## 略歴
タスマンを経て、2022年、モアナ・パシフィカに加入。